# Waswanipi (terre réservée crie)
Pour les articles homonymes, voir Waswanipi (homonymie).
Waswanipi (en cri : ᐙᔅᐙᓂᐲ qui signifie « lumière sur l'eau ») est une terre réservée crie située en Eeyou Istchee, dans la région administrative du Nord-du-Québec, au Québec. Elle comprend un milieu urbanisé et y vivent les membres de la Nation crie de Waswanipi. 

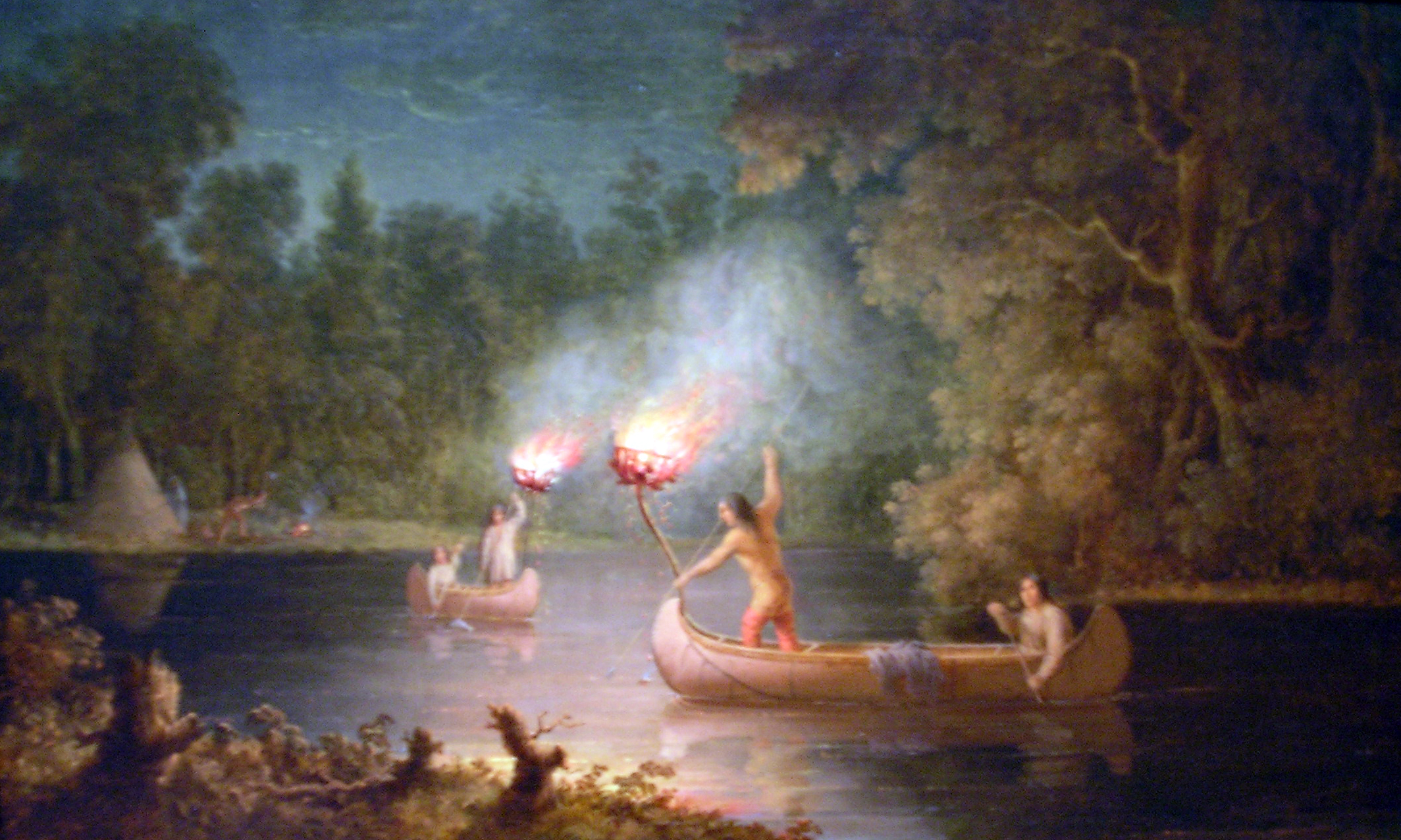
Spearing Salmon By Torchlight de Paul Kane démontre la pratique consistant à utiliser la lumière pour attirer les poissons la nuit, d'où le village tire son nom.

Comme plusieurs autres entités autochtones, Waswanipi est composée d'une terre réservée crie de catégorie IA, de juridiction fédérale ainsi que d'une municipalité de village cri du même nom de catégorie IB, de juridiction provinciale.
À des fins statistiques, la population cumulée des deux territoires est comptabilisée sur le territoire de catégorie IA.

## Géographie
Le territoire de la terre réservée crie de Waswanipi est irrégulier et doit être distingué du territoire de la municipalité de village cri homonyme. Une première section de la terre réservée est située à l'est de la route 113 entre la rivière Waswanipi et la kilomètre 259 de cette route. Cette section est limitée au sud-est par la rivière Chibougamau et comprend par ailleurs le noyau urbanisé de Waswanipi.
Une deuxième section est située au nord de la route 113, principalement entre le lac Renault et le kilomètre 274 de cette route, il comprend d'ailleurs tous les environs du lac Inconnu.
Une troisième section est située à l'est de la convergence des rivières Chibougamau et Opawica sur la bande de terre avant que les deux rivières divergent de façon marquée vers le nord pour la première et vers le sud pour la deuxième.
Une quatrième section est constituée d'une relativement mince bande de terre sur la rive sud de la rivière Waswanipi s'échelonnant pratiquement jusqu'à l'arrivée de la rivière dans le lac Waswanipi.
Quant à elle, la municipalité de village cri de Waswanipi est limitrophe du territoire de la terre réservée crie sur la face ouest de la première section, au coin sud-ouest de la deuxième section et sur la face nord de la quatrième section. Un territoire non organisé (terres de catégorie II), dont le toponyme n'a toujours pas été déterminé, englobe pratiquement l'entièreté des territoires de la terre réservée et de la municipalité de village, à l'exception d'une petite section à l'est.

## Histoire
Waswanipi était un lieu d'échange autochtone puis s'y est établi un poste de traite. La Compagnie du Nord-Ouest s'y installe en 1799, et la Compagnie de la Baie d'Hudson en 1819. Le poste était alors situé sur la rivière Waswanipi à environ 35 km en aval du site actuel. Le poste de la Compagnie de la Baie d'Hudson ferme dans les années 1960 et les Cris alors se dispersent.
En 1976, un nouveau village est érigé à l'endroit où la route Chibougamau-Senneterre croise la rivière Waswanipi. La municipalité de village cri de Waswanipi a été créée le 19 juillet 1978.

## Démographie
| 2001  | 2006  | 2011  | 2016  |
| ----- | ----- | ----- | ----- |
| 1 261 | 1 473 | 1 777 | 1 759 |

### Langues
À Waswanipi, selon l'Institut de la statistique du Québec, la langue la plus parlée le plus souvent à la maison en 2011 sur une population de 1 775 habitants, est le cri à 77,18%, le français à 1,69% et l'anglais à 20,85%.

## Éducation
La Commission scolaire crie administre deux écoles à Waswanipi, soit l'école primaire Rainbow (ᐲᓯᒧᔮᐲ ᒋᔅᑯᑕᒫᒉᐅᑲᒥᒄ) qui accueillait 999 élèves en 2019 et l'école Willie J. Happyjack Memorial (ᐧᐃᓖ ᒉᐄ ᐦᐋᐲᒑᒃ ᒋᔅᑯᑕᒫᒉᐅᑲᒥᒄ) qui accueillait 201 élèves en 2020.